# О’Нилл, Кейдак
Кейдак О’Нилл (англ. Ceadach O'Neill; 10 апреля 2008) — североирландский футболист, атакующий полузащитник английского клуба «Арсенал».

## Клубная карьера
Воспитанник футбольной академии «Линфилда». 25 ноября 2023 года дебютировал в основном составе «Линфилда» в матче североирландского Премьершипе против клуба «Баллимина Юнайтед».
Летом 2024 года присоединился к футбольной академии «Арсенала».

## Карьера в сборной
Выступал за сборные Северной Ирландии до 16 и до 17 лет.